# Campeonato Paulista de Futebol de 1926 (APEA)
O Campeonato de Foot-Ball da Associação Paulista de Sports Athleticos de 1926 foi a 14.ª edição do campeonato organizado pela APEA, jogado pelos clubes paulistas filiados a esta associação. É reconhecido como legítima edição do Campeonato Paulista de Futebol pela FPF.
O campeão foi o Palestra Itália (atual Palmeiras) com 18 pontos, 9 vitórias em 9 jogos.

## História
Em 1926, a questão sobre a profissionalização no futebol em São Paulo chega a um ponto limite. A maioria dos times, especialmente os mais jovens apoiam essa mudança, mas os times mais antigos, de origem elitista, não aceitam a popularização do campeonato e criam a Liga dos Amadores de Futebol, a LAF.
Essa nova liga, que buscava combater ao falso amadorismo, à indisciplina e à politicagem vigente entre os clubes, se pautando por princípios mais esportistas e menos comerciais, foi formada pelos times decanos do futebol paulista e brasileiro, liderados pelo Paulistano, tendo times como Associação Atlética das Palmeiras, Germânia e Antarctica Futebol Clube. Na APEA prosseguem Corinthians, Palestra Itália, Santos, Portuguesa, Clube Atlético Ypiranga, Sport Club Internacional (São Paulo) e Associação Atlética São Bento.
O campeonato da APEA foi disputado de abril a setembro de 1926, em turno único, em razão da realização do Campeonato Brasileiro de Seleções. O Palestra Itália não aceitou o convite do Paulistano para disputar a Liga dos Amadores. 
Devido ao término muito cedo desse torneio, a APEA deu início a um segundo campeonato paulista ainda em 1926.

## Participantes
Pelo campeonato da APEA se mantiveram a maior parte dos participantes do último campeonato: Palestra Itália, Corinthians, Santos Futebol Clube, Portuguesa de Desportos, Associação Atlética São Bento, Sport Club Internacional, Clube Atlético Ypiranga, Esporte Clube Sírio e Auto Sport Club com a estreia do Clube Atlético Sílex, campeão da Segunda Divisão, num total de 10 participantes.

## Campanha do campeão
- 3 x 0 Auto Sport

- 5 x 1 Sírio

- 3 x 2 Santos, na Vila Belmiro

- 1 x 0 Internacional

- 3 x 1 Ypiranga

- 3 x 1 Portuguesa

- 3 x 2 Corinthians

- 5 x 0 São Bento

- 7 x 1 Sílex no Parque Antártica

## Jogo do título
Palestra Itália 7x1 Sílex
Parque Antártica (05/09/1926)
Palestra Itália: Primo; Bianco e Loschiavo; Xingo, Amílcar Barbuy e Serafini; Matias 1º, Carrone, Heitor, Luis Imparato e Mele.
Sílex: Nicola; Moretti e Guarnieri; Lorenzo, Poli e Sartori; Figueiredo, Lara, Pierin, César e Petrone.
Gols: Heitor e Carrone, no primeiro tempo, autor do gol do Sílex não disponível; Heitor (4) e Luis Imparato, no segundo tempo.
Árbitro: Antero Molinari

## Premiação
| Campeão Paulista de 1926 (Campeonato da APEA) |
| --------------------------------------------- |
| PALESTRA ITÁLIA (2º título)                   |

## Classificação final
| Classificação - Final | Classificação - Final | Classificação - Final | Classificação - Final | Classificação - Final | Classificação - Final | Classificação - Final | Classificação - Final | Classificação - Final | Classificação - Final | Classificação - Final | Classificação - Final |
| Time | Time                  | PG                    | J                     | V                     | E                     | D                     | GP                    | GC                    | SG                    |                       |                       |
| --- | --------------------- | --------------------- | --------------------- | --------------------- | --------------------- | --------------------- | --------------------- | --------------------- | --------------------- | --------------------- | --------------------- |
| 1 | Palestra Itália       | 27                    | 9                     | 9                     | 0                     | 0                     | 33                    | 8                     | 25                    |                       |                       |
| 2 | Auto                  | 21                    | 9                     | 7                     | 0                     | 2                     | 25                    | 14                    | 11                    |                       |                       |
| 3 | Corinthians           | 19                    | 9                     | 6                     | 1                     | 2                     | 26                    | 9                     | 17                    |                       |                       |
| 4 | Santos                | 16                    | 9                     | 5                     | 1                     | 3                     | 24                    | 17                    | 7                     |                       |                       |
| 5 | Sílex                 | 11                    | 9                     | 3                     | 2                     | 4                     | 17                    | 26                    | - 9                   |                       |                       |
| 6 | Sírio                 | 10                    | 9                     | 3                     | 1                     | 5                     | 21                    | 20                    | 1                     |                       |                       |
| 7 | Ypiranga              | 10                    | 9                     | 3                     | 1                     | 5                     | 16                    | 22                    | - 6                   |                       |                       |
| 8 | Portuguesa            | 9                     | 9                     | 2                     | 3                     | 4                     | 17                    | 26                    | - 9                   |                       |                       |
| 9 | São Bento             | 6                     | 9                     | 2                     | 0                     | 7                     | 9                     | 31                    | - 22                  |                       |                       |
| 10 | Internacional         | 1                     | 9                     | 0                     | 1                     | 8                     | 9                     | 24                    | - 15                  |                       |                       |
| PG - pontos ganhos; J - jogos; V - vitórias; E - empates; D - derrotas; GP - gols pró; GC - gols contra; SG - saldo de gols |                       |                       |                       |                       |                       |                       |                       |                       |                       |                       |                       |